# 辛绍先
辛绍先（？—489年），陇西郡狄道县（今甘肃省定西市临洮县）人，北魏官员。

## 生平
辛绍先的五世祖辛怡是西晋幽州刺史，父亲辛渊是西凉骁骑将军。魏太武帝拓跋焘平定凉州，辛绍先内迁到中原，在晋阳安家。辛绍先明智机敏有见识和气量，和广平游明根、范阳卢度世、同乡李承等人之间互相非常友善。辛绍先有天赋的卓绝品性，为父亲辛渊守丧时三年不吃甘美的食物，也不理发，头发最终掉光了，所以经常穿戴垂裙和黑色帽子。辛绍先从中书博士转任神部令。
皇兴三年（469年），薛安都献出彭城归附北魏，当时北魏朝廷想要安抚刚刚归附的人，以辛绍先出任下邳郡太守，加号宁朔将军。辛绍先行政不求明察，仅仅把握大纲，只是教导百姓经营产业准备抵御贼寇，下邳郡因此得以安定。等到刘宋将领陈显达、萧道成、萧顺之等人来犯，萧道成对萧顺之说:“辛绍先不可轻易侵犯，应当慎重。”刘宋军队于是不经过下邳郡，径直奔向吕梁驻扎。太和十三年（489年），辛绍先在下邳郡去世，朝廷赠予冠军将军、并州刺史、晋阳公，谥号惠。

## 其他
辛绍先特别喜好吃羊肝，经常呼唤自己宠爱的孙子辛少雍一起吃，辛绍先死后，辛少雍终身不吃肝脏。

## 家庭

### 父母
- 辛渊，西凉骁骑将军[8]
- 冯翊郭氏，西都县县令郭雅之女[8][9]

### 夫人
- 酒泉马氏，西海郡太守马骘之女[8]

### 子女
- 辛凤达，北魏京兆王常侍
- 辛凤麟，北魏宁朔将军、东安郡太守[8]
- 辛穆，北魏征虏将军、太中大夫、平原相

## 延伸阅读
[在维基数据编辑]
 《魏書·卷45》，出自魏收《魏书》
 《北史/卷026》，出自李延壽《北史》